# 威熱戰爭
威尼斯-熱那亞戰爭：指威尼斯與熱那亞這兩大最後勝出的海上共和國，於1253到1381年間發生的一系列貿易爭奪大戰。兩國在百餘年間一共發生過四場大戰（1256-1270年、1294-1299年、1350-1355年、1377-1381年），這場前後共計128年的馬拉松耐力賽，也被當時人視為「義大利版的布匿克戰爭」，重現了古代羅馬激戰迦太基的經典對決。最終在1381年第四次威熱戰爭中，以威尼斯取得微弱但明確的勝利告終；1381年後熱那亞陷入嚴重的內鬥而一蹶不振、無力再起，等於讓威尼斯在百年激戰後，獲得獨占東方貿易的全面勝利。

## 始末

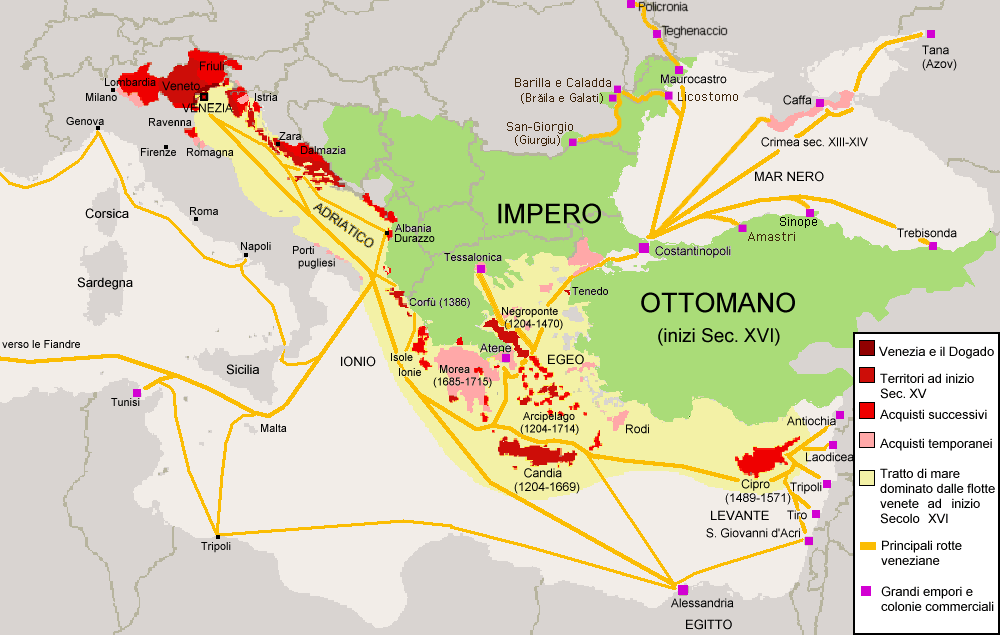
深紅色是威尼斯的直轄領地，黃線為貿易路線，主要勢力在東地中海及高利潤的東方貿易

當1204年威尼斯海上霸權達到巔峰時，海軍逐漸壓倒比薩共和國的熱那亞也開始急起直追，搭上13世紀歐洲經濟與貿易量暴增三倍的順風車，熱那亞的國力扶搖直上。熱那亞自1242年設立卡法貿易站並主導黑海貿易後，就開始挑戰威尼斯於1096年十字軍東征後的東方貿易主導權。
在1256-1270年爆發的第一次威熱戰爭中，雖然威尼斯海軍在敘利亞及各次的正面決戰都獲勝，但無力阻止1261年熱那亞推翻拉丁帝國、復興拜占庭帝國的逆轉一擊。做為威尼斯盟友兼半傀儡的拉丁帝國滅亡，嚴重打擊威尼斯在黑海的貿易利益，於是威尼斯以強大海軍威逼拜占庭新帝，並封鎖博斯普魯斯海峽、大敗海峽內的熱那亞海軍，遂使拜占庭於1268年允許威尼斯重新回到君士坦丁堡經商，又給予和熱那亞相同的貿易特權。威、熱兩國最後因筋疲力竭，在歐洲大協調家──法王路易九世出手調停下，兩國於1270年協議停戰。熱那亞則在戰後的1284年，於梅洛利亞海戰重創與它競爭西地中海霸權的比薩，消滅其1.4萬水兵，徹底宰制西地中海的霸權及貿易。

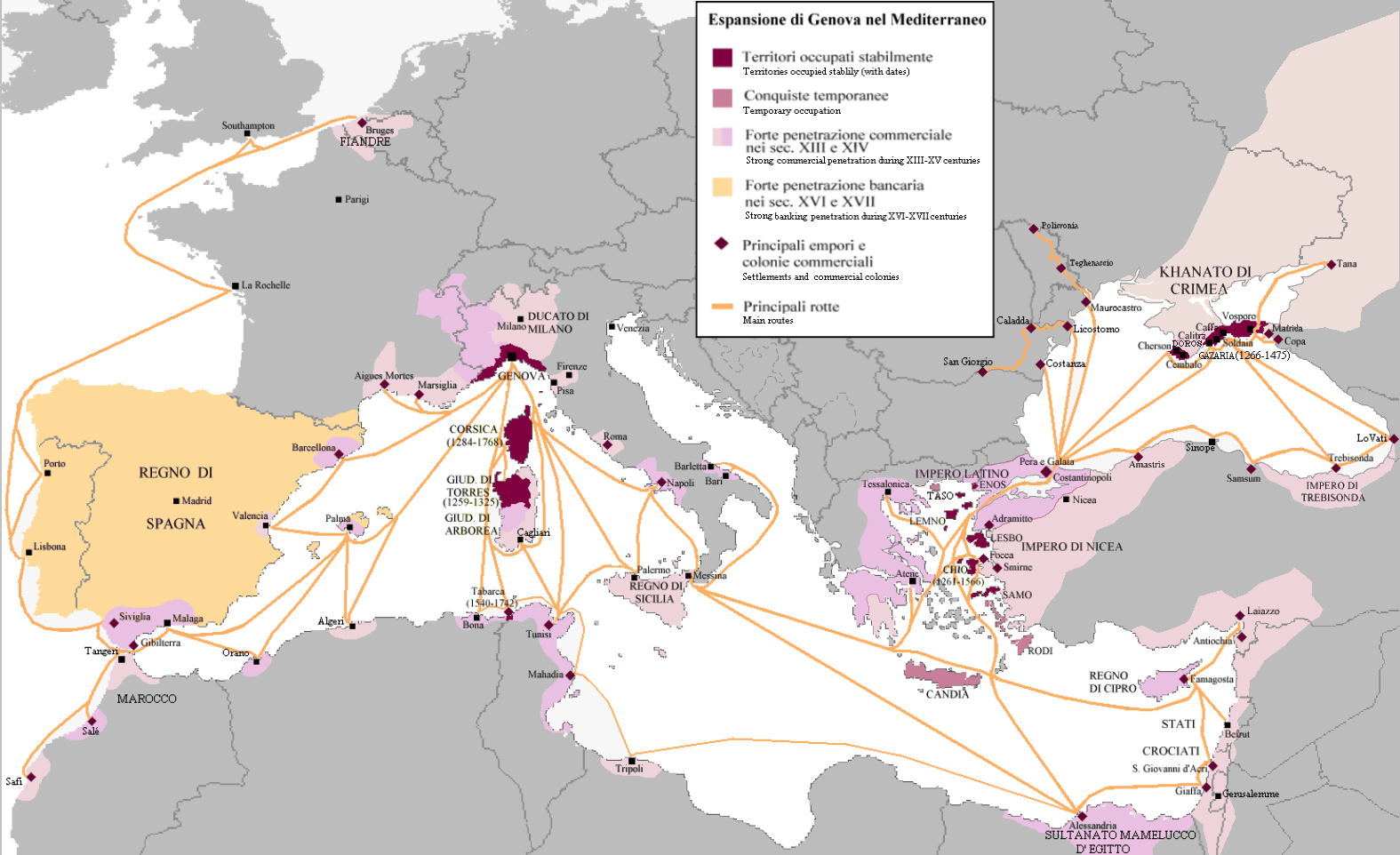
暗紅色是熱那亞的直轄領地，黃線為貿易路線，主要勢力在西地中海，從事利潤較低的大宗（穀物）貿易

在1294-1299年的第二次威熱戰爭中，1291年剛吞併比薩海權的熱那亞，於激戰中取得壓倒性優勢的勝利，不但在1298年決戰中造成威尼斯九千水兵死亡，更將威尼斯的海軍主帥等一共五千戰士俘虜，這包含知名旅遊探險家馬可波羅，連帶造成波羅於獄中口述完成其大作──馬可波羅遊記。雖然熱那亞多次勝利，但無法攻入威尼斯本土，且本身也損失慘重，因此到1299年，實際上平手的兩國由米蘭公國調停而結束戰爭。
1350-1355年的第三次威熱戰爭時，熱國先是在1353年被威國大敗於薩丁尼亞島，死亡兩千水兵、3.500人被俘，而且60艘主力艦更損失了41艘；但後來熱國在隔年以奇襲戰，擄獲威國56艘大船而雪恥。兩國等於重演了上次的平手戰局，且再次因筋疲力竭而於1355年收戰，但威尼斯必須向略占上風的熱那亞支付20萬弗羅林金幣，以補償熱國損失的加拉太區與巧斯島，及它破產的國庫，這20萬弗羅林相當威國一年稅收的1/5。雙方各自找盟友成為這次戰爭的焦點，譬如戰鬥當中威尼斯與阿拉貢王國結盟，而熱那亞一度因本土被威尼斯海軍圍堵，而向快速興起的陸上霸權米蘭臣服。威國因戰損太大，其轄下的達爾馬提亞被東北強權匈牙利王國（國力是米蘭的三倍）占領；而附庸於米蘭的熱國，則於戰後的隔年（1356年）繳清對米蘭的欠款、自行宣布獨立。
在1377-1381年的第四次威熱戰爭中，威尼斯一度陷入風雨飄搖、殆將亡國的危局，其本土被熱那亞1.2萬海軍與其盟友（匈牙利王國、帕多瓦、奧地利公國）的1.5萬大軍圍堵得水洩不通，而威國只拼湊出七千新兵死命苦撐，並首次在海戰中使用了火砲。後來幸虧威尼斯的海軍主力回航救援，在瘋狂戰鬥中取得決定性勝利，俘虜四千名熱國精銳。但精疲力竭的威尼斯在1381年以極度優惠的條件和熱那亞議和。這些條件在外人看來，雖幾乎是等同戰敗的恥辱條款，但議和拆解了熱國與匈牙利等強權的同盟，讓威尼斯在喘過氣來後，能在30年內一一對付這些強權，最終把失去的利益全部拿回，並藉由1381年後熱國長期的內鬥與衰弱，徹底贏得東方貿易的主導權。

## 後續
1381年後的熱那亞除了長年內耗之外，新興的鄂圖曼土耳其在15世紀占領熱國90%的東地中海據點，連克里米亞半島的卡法都在1475年被土國攻陷，丟失黑海貿易權。此外，1381年後的熱國還經常面臨北方強權米蘭與法國的輪流入侵與控制，在一百多年中少有獨立自主的機會，更談不上大規模重啟海軍建設，連它在西地中海的貿易份額也被葡萄牙、西班牙逐步蠶食，使其卓異的航海家哥倫布必須到西班牙求發展。這樣一蹶不振、經貿衰頹的局面，要等到1528年因為熱國海軍上將安德烈亞·多里亞向西班牙王兼神羅皇帝查理五世宣示效忠後，才使熱國於16世紀下半躍升至光榮輝煌的「黃金時代」，此即歷史學家費爾南·布勞岱爾所稱：1557-1627年的這段時期為「熱內亞的（商業霸權）時代」，「是一個文明開化、不為人知、歷史學家們長時間忽略的（金融）盛世。」（Braudel 1984 p. 157）。